# Jack Cassidy

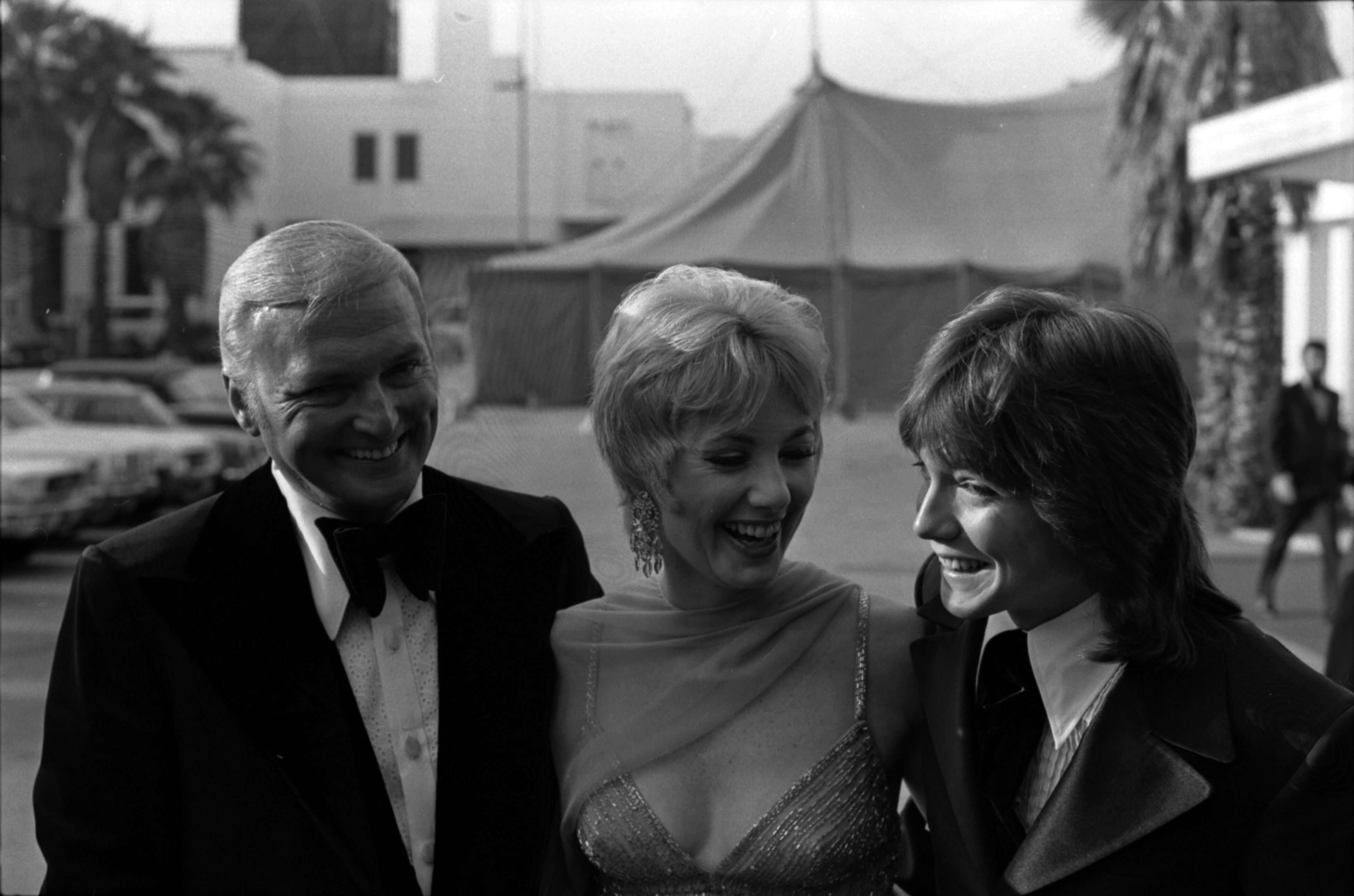
Jack Cassidy (links) mit Shirley Jones und seinem Sohn David Cassidy (1971)

John Joseph Edward „Jack“ Cassidy (* 5. März 1927 in Richmond Hill, Queens, New York City, New York; † 12. Dezember 1976 in Hollywood, Kalifornien) war ein US-amerikanischer Schauspieler und Sänger. Er war ein gefeierter Bühnenstar am New Yorker Broadway und trat auch im Fernsehen auf.

## Leben
Jack Cassidy wurde als jüngster Sohn einer deutschstämmigen Mutter und eines irischstämmigen Vaters geboren. Der Vater war Eisenbahningenieur. Mit 15 Jahren beendete er die Schule, um Schauspieler zu werden.
1943 stand er in New York City in dem Musical Something for the Boys erstmals auf einer Bühne. In den Folgejahren entwickelte er sich zum Musical-Star. Die erste Hauptrolle hatte er in dem Musical Wish You Were Here. Während der 1950er und 1960er Jahren wirkte er in Broadway-Inszenierungen wie Shangri-La, Sandhog, She Loves Me, Fade Out, Fade In und It’s A Bird … It’s A Plane … It’s Superman und Maggie Flynn mit. 1964 wurde ihm ein Tony Award in der Kategorie Bester Nebendarsteller in einem Musical für She Loves Me verliehen.
Mit seiner Frau, der Schauspielerin und Sängerin Shirley Jones, produzierte er in den 1950er Jahren Musical-Schallplatten. Zudem war er auf Platten mit Soundtracks von Broadway-Inszenierungen zu hören.
Parallel dazu trat er im Fernsehen auf, meist als Gaststar in Fernsehserien wie Verliebt in eine Hexe, Columbo (wo er dreimal in der Rolle des Mörders auftrat) und Bonanza. 1967 erhielt er die Hauptrolle des Oscar North in der Serie He and She, für die er für einen Emmy nominiert wurde. 1970 wurde ihm die Rolle des eitlen Nachrichtensprechers Ted Baxter in der Mary Tyler Moore Show (dt. Oh Mary) angeboten, doch er lehnte diese ab und übernahm stattdessen die Rolle des Bruders, Hal Baxter.
1974 spielte er die Titelrolle in dem Fernseh-Thriller Das Phantom von Hollywood, der sehr entfernt auf Motiven von Das Phantom der Oper von Gaston Leroux basierte.
Cassidy war zweimal verheiratet. 1948 ehelichte er die Schauspielerin Evelyn Ward, mit der er einen Sohn, David Cassidy, hatte, der in den 1970er Jahren ein internationales Teenageridol war. 1956 heiratete Jack Cassidy die Schauspielerin Shirley Jones. Aus dieser Ehe, die 1974 geschieden wurde, stammen die Söhne Shaun Paul, Patrick William und Ryan John, die ebenfalls in der Unterhaltungsbranche tätig sind.
Cassidy war alkoholkrank und neigte besonders unter Stress zu Exzessen. Er starb in den frühen Morgenstunden des 12. Dezembers 1976 bei einem Feuer in seiner Wohnung in West Hollywood. Er hatte geraucht und war dabei eingeschlafen.

## Diskografie
- Babes in Arms, Columbia, 1951
- Roberta, Columbia, 1952
- Wish You Were Here, BMG/RCA Victor, 1952
- On Your Toes, Columbia, 1952
- Anything Goes, RCA, 1953
- Jumbo, RCA, 1953
- Boys from Syracuse, Columbia, 1953
- Oh Kay!, Columbia, 1957
- Speaking of Love, Columbia, 1957 (mit Shirley Jones)
- Brigadoon, Columbia, 1957
- With Love from Hollywood, Columbia, 1958 (mit Shirley Jones)
- Marriage Type Love, RCA Victor, 1958 (mit Shirley Jones)
- She Loves Me, MGM, 1963
- Fade Out, Fade In, ABC, 1964
- It’s a Bird … It’s a Plane … It’s Superman, KOL, 1966
- Maggie Flynn, RCA, 1968
- Shirley Jones and Jack Cassidy Show Tunes, Sony, 1995
- Broadway’s Greatest Leading Men, Decca Broadway, 2000
- Shirley Jones and Jack Cassidy, DRG Records, 2002

## Filmografie (Auswahl)
- 1961: Im Taumel der Sinne (Look in Any Window)
- 1961–1962: Bronco (Fernsehserie, zwei Folgen)
- 1962: Der Chapman-Report (The Chapman Report)
- 1963: FBI Code 98
- 1967: Tennisschläger und Kanonen (I Spy, Fernsehserie, eine Folge)
- 1968: Mini-Max (Get Smart, Fernsehserie, eine Folge)
- 1968–1970: Verliebt in eine Hexe (Bewitched, Fernsehserie, zwei Folgen)
- 1970: The Andersonville Trial (Fernsehfilm)
- 1970: Eine Frau für Charley (Cockeyed Cowboys of Calico County)
- 1971: Bunny und Bill (Bunny O’Hare)
- 1971: Mary Tyler Moore (The Mary Tyler Moore Show, Fernsehserie, eine Folge)
- 1971: Bonanza (Fernsehserie, eine Folge)
- 1971: Alias Smith und Jones (Alias Smith and Jones, Fernsehserie, eine Folge)
- 1971–1976: Columbo (Fernsehserie, drei Folgen)
- 1972: Kobra, übernehmen Sie (Mission: Impossible, Fernsehserie, eine Folge)
- 1973: Barnaby Jones (Fernsehserie, eine Folge)
- 1974: Cannon (Fernsehserie, Folge Pappkameraden und andere Ziele)
- 1974: Das Phantom von Hollywood (The Phantom of Hollywood)
- 1975: Im Auftrag des Drachen (The Eiger Sanction)
- 1976: W.C. Fields and Me
- 1977: Ich bin der Boß (The Private Files of J. Edgar Hoover)